# تأثير سترايسند
ظاهرة سترايسند أو تأثير سترايسند (بالإنجليزية: Streisand effect)‏ هي ظاهرة في الإنترنت تحدث عند فشل محاولة فرض رقابة لإخفاء بعض المعلومات، سواءٌ كانت بوسيلة قضائية أو بمجرد احتجاج، فتتسبب في نتيجة معاكسة لهدف المنع، وذلك بإثارة الإعلام للموضوع، الذي يزيد من اهتمام الناس بالقضية، مما يساهم في انتشارها بشكل أكبر بكثير مما لو لم يحاول الطرف المانع من التستر أو الاحتجاج على نشرها أصلاً. حسب بعض الخبراء، فإن رواد الشبكة يفسرون محاولة الرقابة أو الحظر أو الإخفاء بأنه ضرر أو هجوم عليهم، وآخرين يهتمون بالموضوع فقط من باب الفضول الناجم عن الحظر.

## أصل الكلمة
أصل هذا المصطلح يعود لحادثة وقعت في 2003 مع الممثلة باربرا سترايسند ، التي نددت بالمصور كينيث أدلمان وموقعه pictopia.com واشتكته بغرامة مقدارها 50 مليون دولار أمريكي، مطالبةً بسحب صورة جوية لمنزلها من إعلانات لساحل كاليفورنيا، مدعيةً حقها في الخصوصية وبرر المصور أدلمان عمله بأنه يقوم بتوثيق الممتلكات التي تتعرض للتآكل على شاطئ ساحل كاليفورنيا. وخسرت سترايسند القضية وتكلفت أتعاب أدلمان القضائية والتي بلغا 154,000 دولار. ونشرت صحيفة سان خوسيه ميركوري نيوز بعد فترة قصيرة أن تلك الصور أصبحت ذات شعبية كبيرة على شبكة الإنترنت. وبهذا الفعل جعلت باربرا سترايسند من معلومات لا تتمتع بأي ملحوظية، حيث كان عدد الداخلين إلى موقع صورتها 6 زوار فقط، إلى معلومات تتمتع بتغطية إعلامية ضخمة بعد انتشار خبر القضية، ارتفع عدد الذين دخلوا إلى الموقع ليشاهدوا منزل ستاريسند من 6 إلى 420000 خلال شهر واحد.

## أمثلة
إلى جانب الحالة المذكورة أعلاه، هناك العديد من الحالات ينطبق عليها مصطلح ظاهرة سترايسند:
| تاريخ       | محاولة الرقابة على                                                     | الرقيب                                           | تفاصيل |
| ----------- | ---------------------------------------------------------------------- | ------------------------------------------------ | --- |
| سبتمبر 2005 | الرسوم الكاريكاتورية المسيئة للنبي محمد                                | عدة رجال دين مسلمين                              | قامت صحيفة يولاندس بوستن الدانماركية بنشر 12 صورة كاريكاتيرية للرسول محمد بن عبد الله، قوبل نشر هذه الصور الكاريكاتيرية بموجة عارمة على الصعيدين الشعبي والسياسي في العالم الإسلامي. وبعد أقل من أسبوعين وفي 10 يناير 2006 قامت الصحيفة النرويجية Magazinet والصحيفة الألمانية دي فيلت والصحيفة الفرنسية France Soir وصحف أخرى في أوروبا بإعادة نشر الصور الكاريكاتيرية. |
| ديسمبر 2008 | مقال «Virgin Killer» في ويكيبيديا الإنجليزية                           | العديد من مزودي خدمة الإنترنت في المملكة المتحدة | حاولوا بجدية منع مقال على ويكيبيديا الإنجليزية يعود لألبوم قاتل العذراء لمجموعة سكوربينز لاحتوائه صورة لفتاة عارية في غلاف الألبوم. توسع الحدث بسرعة عبر الإنترنت. وفي الأخير، تم سحب الحضر معتبرين أن الرقابة تسببت في نتيجة معكوسة، وأن غلاف الألبوم منشور منذ سنوات عديدة، وبالتالي فإن الصورة كانت منتشرة على نطاق واسع خارج ويكيبيديا. |
| ديسمبر 2010 | ويكيليكس                                                               | جو ليبرمان                                       | بعد تسرب البرقيات الدبلوماسية للولايات المتحدة الأمريكية من قبل منظمة ويكيليكس في أواخر عام 2010، كان جو ليبرمان المسؤول عن محاولة حجب موقع المنظمة، واستطاع ليبرمان الضغط على أمازون كي توقف الموقع وتصادر المساحة المؤجرة لهم، وساعد ليبرمان في وقت لاحق تمرير قانون فيدرالي يجرم نشر اسم أي "مصدر معلومات" يعمل لصالح المخابرات الأمريكية. نتيجة لهذه الإجراءات، طلب جوليان أسانج المساعدة من مجتمع الإنترنت، وظهرت الكثير من المواقع تنسخ وتكرر نشر محتوى ويكيليكس مانعة بذلك نجاح أي حجب للمحتوى. |
| أبريل 2013  | المقالة عن محطة الراديو العسكرية في بيير-سور-أوط في ويكيبيديا الفرنسية | الإدارة المركزية للاستخبارات الوطنية             | بعد انتشار خبر استدعاء أحد إداريي ويكيبيديا الفرنسية وإجباره تحت تهديد بالاعتقال والمقاضاة على حذف المقالة بداعي أنها تحوي أسراراً عسكرية، استعاد إداري آخر المقالة التي كانت موجودة منذ سنة 2009 وتحظى يومياً بمعدل عشر مشاهدات، وارتفع عدد مشاهداتها اليومية إلى آلاف المرات. |